# Tiki
Pour les articles homonymes, voir Tiki (homonymie).

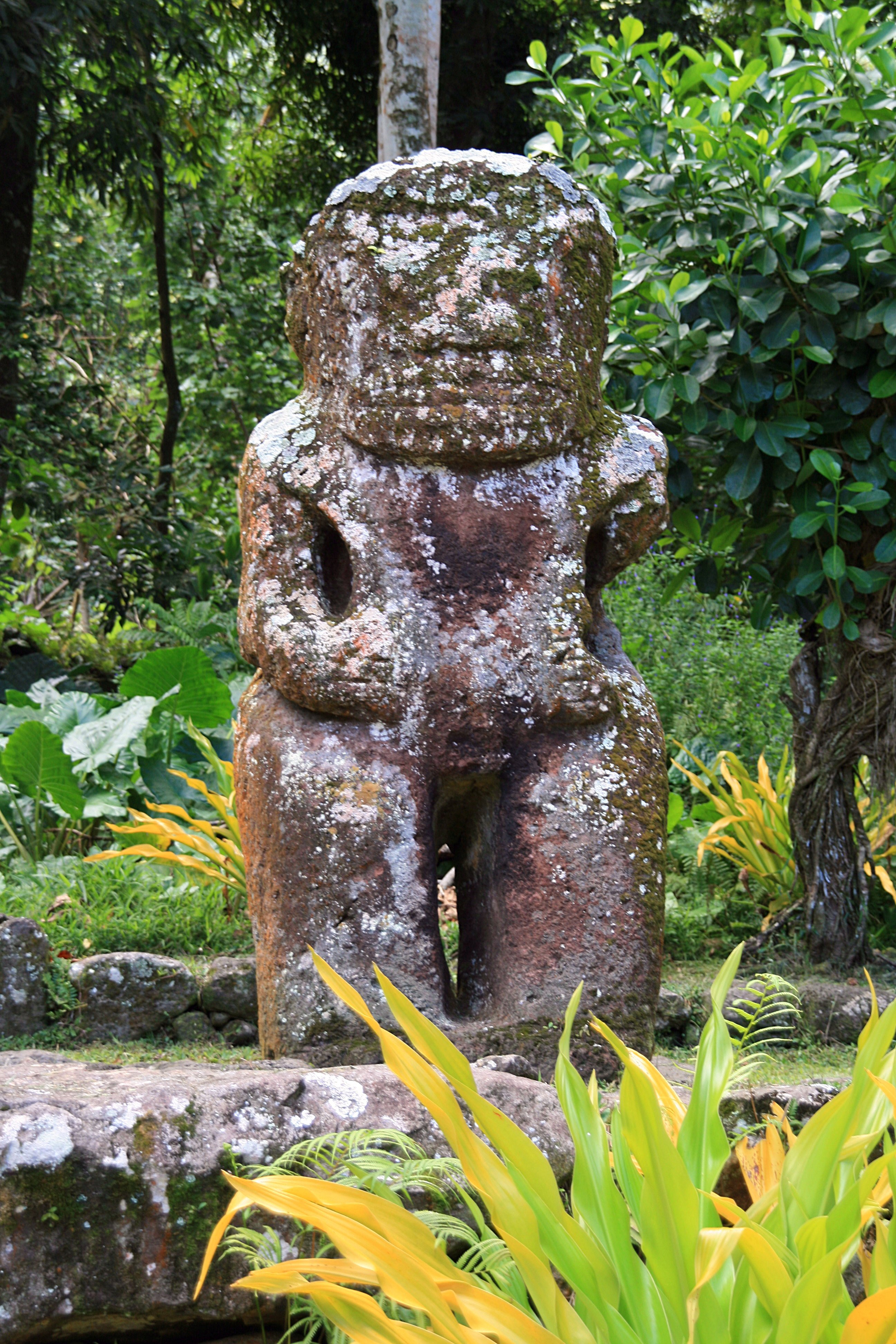
Tiki représentant le chef Taka'i'i. Site archéologique du Mea'e Te I'Ipona, près du village de Puama'u, ile de Hiva Oa, îles Marquises.

Un tiki (tiki en marquisien, ti'i en tahitien, ki‘i en hawaiien) est une représentation humaine sculptée de façon stylisée sous forme de statue, statuette, tatouage ou pendentif, souvent en pierre, en os ou en bois. Le terme signifie aussi bien « homme », « dieu » ou « homme-dieu ». Le tiki est originaire de la culture polynésienne, il est considéré comme le premier homme, étant à l’origine de l’humanité. Il est symbole de création et de procréation mais aussi associé aux idées de mort et de destruction.

## Sculpturestikis
Un tiki peut aussi prendre la forme d'une sculpture, en bois ou en pierre représentant un Homme ou une tête d'homme.
Au sein des différentes îles polynésiennes, les sculptures de tikis présentent des différences de dénomination, de sens, de formes, de matériaux et de représentativité pour les peuples. Les tikis sont souvent de sexe masculin, plutôt trapus, mais il existe aussi des tikis féminins. Les attributs sexuels sont représentés dans la sculpture. Pour les tikis où tout le corps est représenté, les bras sont repliés et ramenés vers l'avant, les mains posées sur le ventre ou une sous le menton. Les jambes sont fléchies et la tête, souvent disproportionnée, laisse apparaître des yeux immenses. Les tikis traditionnels sont sculptés à la main, souvent en bois, en pierre ou en os. Cette forme d’artisanat est toujours vivante dans les îles polynésiennes et elle est encore pratiquée par de nombreux artistes. Les tikis sont souvent ornés de gravures élaborées et détaillées qui représentent leur signification mythologique et symbolique.
Parmi les différences culturelles et esthétiques majeures entre les tikis des différentes îles, le tiki marquisien (représentant des îles de l’archipel de la société, des îles des Tuamotu et de Tahiti) est assez minimaliste au niveau du visage avec de grands yeux et un nez épaté. Le tiki d’Hawaii, souvent en bois, est plus allongé, avec une bouche détaillée et expressive, et avec la présence de dents. Tandis que le tiki de Nouvelle-Zélande a souvent un nez pointu et la bouche est parfois très expressive, avec la langue tirée, laissant imaginer un cri. On peut faire la comparaison entre ces tikis et certaines positions du Haka.
Aux Fidji, le tiki est davantage connu comme un symbole de guerre et de force. Il est souvent représenté avec des armes et des armures. À Rapa Nui, ou île de Pâques, les moai s’apparentent aussi à une forme de tiki bien que ce terme n’apparaisse pas dans le langage.
On attribuait aux tikis des pouvoirs bienveillants ou malveillants selon les matériaux utilisés et leurs emplacements, en raison de la nature complexe du personnage mythique auquel ils étaient associés. « Tiki », l'ancêtre mi-humain mi-dieu, le premier homme, étant à l’origine de l’humanité. Il est relié à tout ce qui touche à la création et la procréation mais aussi associé aux idées de mort et de destruction. Les sculptures étaient conçues comme des représentations d’ancêtres, supposées attirer une aide ou provoquer une sanction du monde des esprits. Encore aujourd’hui, les tikis sont liés très fortement au domaine du sacré, il représente le lien entre l’homme et la nature, entre le ciel et la terre. Il symbolise la création et la vie elle-même.
À Tahiti, on considère qu'un tiki placé à l'extérieur d'une maison est destiné à en protéger les habitants. Placés dans les lieux de cultivation, les tikis assuraient la protection des récoltes et l’abondance de la production. Les tikis étaient aussi positionnés en permanence sur les marae.

Les plus grands tikis conservés (avec une hauteur qui dépasse, pour certains, les deux mètres) viennent en majorité de l’île d’Hiva ‘Oa . C’est le cas des tikis de pierre parmi les plus connus de nos jours, ceux de Takai’i, à I’ipona dans la vallée de Puamau.

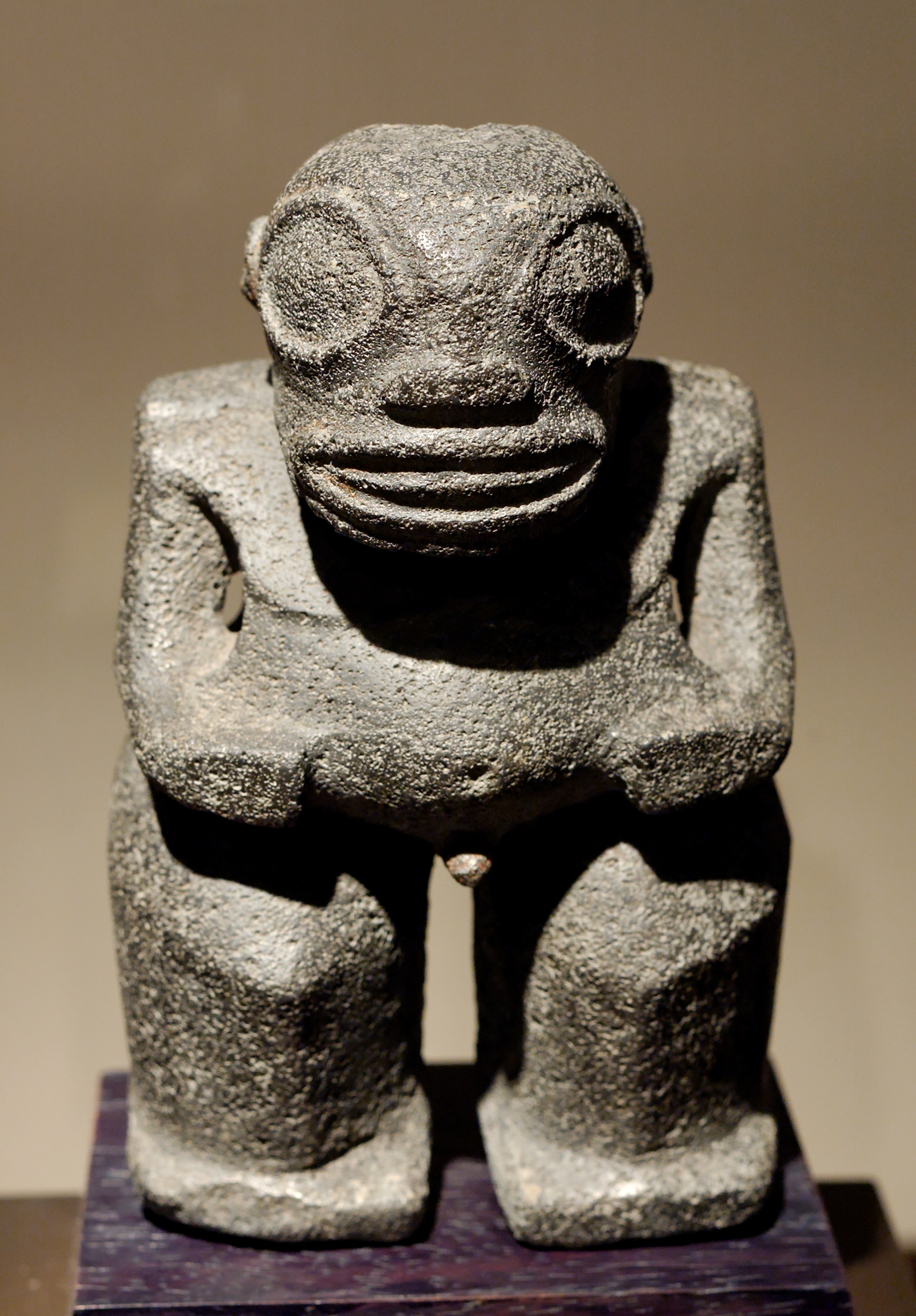
Tiki mâle en pierre, fin xviiie–début xixe siècle. Musée du Louvre.
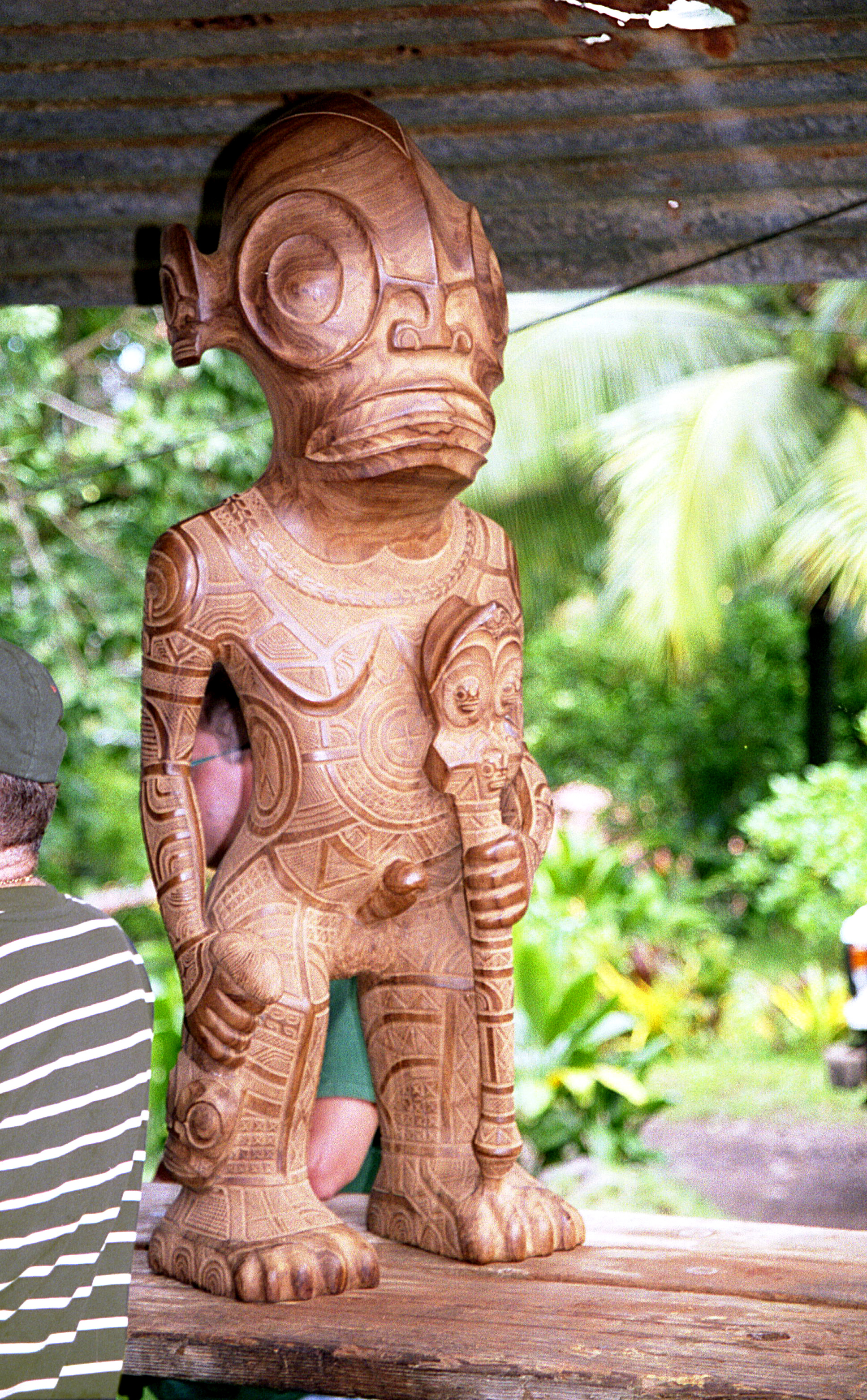
Tiki marquisien en bois.

## Tikispendentifs
« Hei tiki » signifie littéralement « couronne de tiki ». C'est un bijou porté, par les hommes comme par les femmes, en pendentif. Il possède une valeur rituelle du type amulette.
Selon la coutume maori, le pendentif est passé de génération en génération ; l'être humain représenté rappelle les ancêtres et peut symboliser la fertilité. Il est considéré comme talisman ou fétiche personnel.

## Origine et mythologie
L’origine des premiers tikis varie d’une île à l’autre et repose sur des mythes et des légendes. Par exemple, la tradition hawaïenne parle de Ku, le dieu du ciel et créateur du monde. Ku créa ainsi le premier tiki en argile et lui insuffla la vie en lui ouvrant les yeux. « Tiki » devint le premier être humain et Ku lui demanda de donner naissance à d’autres êtres humains à partir d’argile.  
Dans les îles de la Société, Ti'i est le fils du dieu Ta'aroa et de Hina, la déesse liée à la lune, il lui fut confié la responsabilité de peupler le monde. À Nuku Hiva (îles marquises), Tiki, désirant ne plus être seul, créa un être humain en répandant la semence d’un futur enfant sur un tas de sable, donnant ainsi naissance trois jours plus tard à une femme adulte, Hinatunaone.  
Dans l'archipel des Tuamotu, Tiki fut créé par la volonté du dieu Vatea ou Atea. Il est le fils du demi-dieu Ahu roa et d'One rua. En tant que médiateur entre les dieux et les humains, Tiki détient des attributs singuliers des deux mondes, symbolisant la force procréatrice et la fertilité. Chez les Māoris de Nouvelle-Zélande, Tiki, a créé le premier humain, Tiki te Poumua, en mêlant son sang à de l'argile. En Polynésie, Tiki est ainsi à la fois le premier des êtres humains et la source d’une longue et abondante descendance humaine qui peupla les terres de Polynésie.  
La capacité de procréation accordée à ce premier être humain découle de sa connexion avec la terre nourricière, le fenua (ou henua selon les différentes îles) qu’il porte en lui. Les matières premières telles que l'argile, la terre ou le sable apparaissent de manière récurrente dans les récits de la création de Tiki et de sa descendance. Ces éléments symboliques soulignent la relation intime entre Tiki et la terre, attribuant à ce premier être humain des pouvoirs procréateurs en lien avec la fertilité du sol. De plus, qu’il s’agisse des îles Marquises, de la Nouvelle-Zélande ou des Tuamotu, les récits associent Tiki (ou sa compagne) à une terre originelle, lointaine, dont il est le gardien ou le souverain. Cette terre se nomme Havaiki (Hawaiki ou Avaiki selon les archipels), terre des origines qui représente le lieu d'origine des vivants et le lieu de retour après la mort.
Il y a un lien entre les récits légendaires de Tiki et Maui. Aux Gambier, Maui Matavaru est à l’origine de la terre, car il pêcha l’île principale de Mangareva, et Tiki y est considéré comme le premier homme. En Nouvelle-Zélande et en Polynésie occidentale, les deux noms se combinent : Maui Tikitiki, le pêcheur d’îles pour les Māori, Maui Ti’iti’i qui introduit le taro et le feu aux Samoa, tandis qu’il s’agit de Maui Kisikisi dans l’archipel des îles Tonga.

## Légendes et spiritualité
Les tikis étant liés au sacré et au divin, les interactions avec ces sculptures peuvent nécessiter l’intervention des prêtres Tahua, ainsi que des offrandes. Si cela n’est pas respecté, il peut y avoir des répercussions. Plusieurs histoires surnaturelles accompagnent l’histoire des tikis polynésiens et particulièrement les tikis de Raivavae qui seraient responsables de plus d’une demi-douzaine de décès selon la croyance populaire.
Les trois tikis Moana, Heiata et leur enfant, qui sont actuellement dans les jardins du musée Gauguin de Papeari proviennent de Raivavae, dans les îles Australes. Ces tikis se trouvaient dans le district de Rairua, près de l’entrée d’une grotte, sur le marae Moana-Heita, un endroit sacré où seul le Tahua (prêtre) pouvait pénétrer. En 1933, Steven Higgins ancra la goélette « La Denise » à Raivavae pour acquérir les trois tikis et les transporter au musée Océanien de Papeete, Tahiti. Les locaux dirent que les ancêtres étaient mécontents de ce changement d’emplacement. Pendant le transport, le petit tiki chavira en mer et termina au fond de l’eau où il se trouve encore. Deux mois après le débarquement à Papeete, Higgins tomba malade, et la rumeur attribua son état aux tikis. Effrayé, Higgins promit de les ramener sur Raivavae, mais en 1936, il mourut sans tenir parole. La malédiction sembla s'étendre à la mort de sa sœur, et de Terii Tane et sa compagne (des compagnons de Higgins), deux mois après. Les tikis, malgré les mises en garde des locaux, sont déplacés au musée de Tahiti à Mamao huit ans plus tard. La mort du conservateur Édouard Ahnne quelque temps plus tard, en 1945, fut encore attribuée aux tikis, renforçant la croyance populaire de leur pouvoir maléfique. La culture commune recommande ainsi de ne pas toucher ces tikis, que l’on nomme les tikis farceurs de Mamao.

## Héritage et influence
Le tiki a donné son nom à la culture Tiki, un thème artistique et décoratif inspiré de la culture polynésienne à la mode aux États-Unis entre les années 1920 et 1960.
Dans les années 1930 aux États-Unis, les tikis deviennent une icône internationale imprégnée du mythe occidental associant le paradis terrestre et sauvagerie. Les premiers tikis venant d’Hawaï ont fait leur entrée en Californie dans les années 1930, lorsque les personnes influentes de Hollywood ont découvert la Polynésie comme une destination exotique prisée. Cette représentation évoque la vie idéalisée des habitants des îles du Pacifique et donne naissance au « style Tiki ». Dès les années 1940, ce style se propage dans le cinéma, l'architecture hôtelière, ainsi que dans la décoration des bars et des restaurants américains. Ces lieux adoptent une décoration et ambiance inspirées de la vision occidentale des peuples océaniens et de leur mode de vie, incorporant des stéréotypes tels que le « beachcomber » (vagabond des plages), la séduisante vahiné, et diverses interprétations inspirées des sculptures tikis. Ces dernières deviennent alors les icônes emblématiques du mouvement populaire connu sous le nom de « Tiki-pop ». Tiki et ses compagnons océaniens se sont intégrés à la vie quotidienne des Américains, apparaissant sur les menus des restaurants, les vêtements, et même sous la forme de verres à cocktail. Cette expression artistique a atteint son apogée dans les années 1950-1960.
En Polynésie, les tikis initialement situés dans des emplacements cérémoniels spécifiques en lien avec leur fonction sacrée, ont été déplacés vers des musées au cours de la première moitié du XXe siècle. Ils ont ensuite, dans les années 1950-1960, été intégrés dans des contextes publics et touristiques. À partir des années 1980, ces figures ont graduellement été placées dans des espaces publics urbains (particulièrement des hôtels) et sont désormais présentes dans divers endroits significatifs de la vie publique locale. Ainsi, on observait des éléments empruntés à diverses régions du Pacifique, dans la sculpture décorative des hôtels à la fin des années 1960. Une transition semble alors s'être produite dans l'image symbolique, se recentrant progressivement sur la figure du tiki marquisien et ses déclinaisons. Cette évolution pourrait être située à la fin des années 1970, avec la multiplication des complexes hôteliers plus importants, ou vers la fin des années 1980, en relation avec la renaissance culturelle des Marquises.  
Dans le domaine de la création contemporaine, de nombreux sculpteurs océaniens revisitent encore le tiki. Cette figure emblématique inspire également les étudiants du Centre des Métiers d'Art de Tahiti. Des artistes māori, hawaïens et d'autres créateurs du monde entier explorent diverses images associées à cette figure. Du contexte sacré dans les cultures polynésiennes, le tiki s'est intégré à un système mondial qui entrelace l'art, le commerce, le spectacle et le patrimoine. Tiki demeure vivant avec sa descendance : les générations actuelles l'adoptent et le réinventent en des icônes dynamiques des cultures du Pacifique.
Aujourd’hui, les marchés des îles de Polynésie regorgent de tikis, présents sous toutes les formes et conçus avec divers matériaux. Que ce soit sous forme de marques de monoï (huile parfumée), sculptures de bois, porte-clés en nacre, ou motifs décoratifs sur des vêtements. Les tikis sont produits abondamment depuis des décennies, bien que leur origine ne soit pas toujours locale. Symboles d'un commerce prospère, ils demeurent des souvenirs prisés que les touristes ramènent avec eux après leur séjour dans le Pacifique.